# Dallenwil
Dallenwil és un municipi del cantó de Nidwalden (Suïssa).